# Màrkovo (Koltxúguino)
|  | Per a altres significats, vegeu «Màrkovo». |

Màrkovo (en rus: Марково) és un poble de l'óblast de Vladímir, a Rússia, segons el cens del 2010 no tenia cap habitant. Pertany al districte municipal de Iúriev-Polski. Pertany al districte municipal de Koltxúguino.